# Beacon Hill Hillfort
Das eisenzeitliche Beacon Hill Hillfort von Burghclere auf dem 261 m hohen eponymen Hügel in Hampshire ist eines der bekanntesten Hillforts Englands. Unter dem Namen „Beacon Hill“ firmieren weitere Anlagen in anderen Teilen Englands.
Das Hillfort mit dem schlüssellochartigen Grundriss auf der Spitze des Hügels wurde nie systematisch ausgegraben. Wall und Graben sind gut erhalten. Der einzige Zugang liegt an der Süd-Ostseite und wird von geschwungenen Wällen begleitet. Nahe der höchsten Stelle liegen die Reste eines Barrows. Innerhalb der Wälle gibt es einige Hüttenfundamente und Gruben.
Innerhalb der Anlage liegt das Grab (Karte) von George Herbert, 5. Earl of Carnarvon, der die Expedition finanzierte, die im Tal der Könige im Jahre 1922 zur Entdeckung von Tutanchamuns Grab führte.
An ein historisches Ereignis erinnert ein Gedenkstein in den Seven Barrows südlich des Beacon Hill. Die Inschrift weist darauf hin, dass Sir Geoffrey de Havilland (1882–1965), Flugpionier und Gründer eines Flugzeug-Unternehmens, das seinen Namen trug, hier am 10. September 1910 seinen ersten erfolgreichen Flug machte.